# Nighwatcher
Pour plus de détails, voir Fiche technique et Distribution.
Nightwatcher (O Doutrinador) est un film brésilien réalisé par Gustavo Bonafé et Fábio Mendonça, sorti en 2018.

## Synopsis
Au Brésil, à la suite de la mort de sa fille n'ayant pas pu être prise en charge à l'hôpital après avoir reçu une balle perdue, un justicier masqué combat la corruption en tuant des politiciens.

## Fiche technique
- Titre : Nightwatcher
- Titre original : O Doutrinador
- Réalisation : Gustavo Bonafé et Fábio Mendonça
- Scénario : Mirna Nogueira, L. G. Bayão, Rodrigo Lages, Denis Nielsen, Guilherme Siman, Gabriel Wainer, Luciano Cunha, Bia Crespo et Luciano Cunha
- Musique : Rica Amabis et Tejo Damasceno
- Photographie : Rodrigo Carvalho
- Montage : Federico Brioni
- Production : Sandi Adamiu, Marcio Fraccaroli et Bruno Wainer
- Société de production : Paris Entretenimento et Space
- Pays de production :  Brésil
- Genre : action, policier, drame et thriller
- Durée : 108 minutes
- Dates de sortie[1] :
  - Brésil : 1er novembre 2018
  - France : 20 janvier 2021 (vidéo à la demande)
- Classification[2] :
  - France : Tous public avec avertissement (sortie en vidéo) ; déconseillé aux moins de 16 ans (télévision)

## Distribution
- Kiko Pissolato : Miguel
- Tainá Medina : Nina
- Samuel de Assis : Edu
- Carlos Betão : Antero Gomes
- Tuca Andrada : Siqueira
- Eduardo Chagas : Oliveira
- Ricardo Dantas : Dantão
- Eucir de Souza : l'adjoint Djalma Dias
- Marília Gabriela : la ministre Marta Regina
- Natália Lage : Isabela
- Helena Luz : Alice
- Eduardo Moscovis : Sandro Correa
- Wanderley Piazza
- Lucy Ramos : Marina Sales
- Helena Ranaldi : Julia Machado
- Natallia Rodrigues : Penelope
- Bruno Sigrist : Leon
- Talita Tilieri : la call girl
- Nicolas Trevijano : Diogo
- Gustavo Vaz : Anterinho

## Distinctions
Le film a été nommé pour trois Grande Otelo (meilleurs costumes, meilleur son et meilleurs effets spéciaux).